# Xyleen
Xyleen of dimethylbenzeen, vroeger (in het Duits nog steeds) ook wel xylol genoemd, is een heldere, kleurloze vloeistof met kenmerkende geur.

## Chemische structuur
De chemische structuur is die van een benzeenring, waarvan twee waterstofatomen door een methylgroep zijn vervangen.
Er zijn drie isomeren, die van elkaar verschillen in de ligging van de methylgroepen en een aantal fysische grootheden (vergelijk de tabel hiernaast):
- ortho-xyleen (1,2-dimethylbenzeen) (o-xyleen) (methylgroepen op aangrenzende C-atomen in de benzeenring)
- meta-xyleen (1,3-dimethylbenzeen) (m-xyleen) (methylgroepen gescheiden door één waterstofatoom)
- para-xyleen (1,4-dimethylbenzeen) (p-xyleen) (beide methylgroepen liggen tegenover elkaar)

Xyleen dat als oplosmiddel wordt gebruikt bestaat gewoonlijk uit een mengsel van deze isomeren. Als de stof als grondstof voor andere stoffen wordt gebruikt, wordt een zuiver isomeer gebruikt.

## Productie
Xylenen zijn voornamelijk afkomstig uit de olieraffinage; een belangrijke bron is de katalytische reforming. Een van de stromen uit dit proces is de "C8"-aromatische fractie, die hoofdzakelijk bestaat uit xylenen en ethylbenzeen.
Xylenen worden geproduceerd door de methylering van benzeen en/of tolueen.
De commercieel belangrijkste xyleenisomeer is para-xyleen. Para-xyleen kan uit een mengsel van xylenen geïsoleerd worden door kristallisatie: de smeltpunten van de xyleen-isomeren liggen vrij ver uiteen. De kookpunten daarentegen verschillen weinig waardoor destillatie moeilijk wordt. Meta- en ortho-xyleen en ethylbenzeen kunnen door isomerisatie omgezet worden in para-xyleen.
Het is ook mogelijk om para-xyleen te produceren op basis van biomassa. Dit kan door de reactie van 2,5-dimethylfuraan (DMF) met etheen; DMF kan uit hernieuwbare biomassa bekomen worden. Een andere mogelijke route loopt langs isobutanol, dat door fermentatie uit biomassa kan gewonnen worden. In het Gevo-proces wordt isobutanol katalytisch gedehydrateerd tot isobuteen, daarna gedimeriseerd tot 2,4,4-trimethyl-1-penteen en in een derde reactie gebeurt dan de dehydrocyclisatie van iso-octeen tot p-xyleen.

## Toepassing
Xyleen wordt voornamelijk toegepast als oplosmiddel van organische stoffen (harsen, verf en vetten). Uit para-xyleen wordt tereftaalzuur door middel van oxideren bereid. Het zuur wordt gebruikt voor de productie van de polyester polyethyleentereftalaat (bekend van de petflessen).

## Toxicologie en veiligheid
Xyleen is een ontvlambare vloeistof. Inademing van de dampen kan aanleiding geven tot hoofdpijn, duizeligheid, misselijkheid of bewusteloosheid. De stof is irriterend voor de huid en de ogen. Blootstelling van zwangere vrouwen aan xyleen dient vermeden te worden.